# 안티오키아 총대주교
안티오키아 총대주교(Patriarch of Antioch)는 안티오키아의 그리스도교 주교가 갖고 있는 전통적인 호칭이다.
최초의 비(非)유대인 그리스도교 공동체에서 사용하던 전통적인 호칭 '오버시어'(overseer, ἐπίσκοπος, episkopos, 여기서 주교라는 단어가 파생되었다)로, 그리스도교 발생 초기부터 사도 바울로 그리스도교 공동체에서 가장 중요한 자리였다.
안티오키아를 중심으로 성지 예루살렘과 팔레스타인 그리고 시나이 반도를 제외한 전 동방(중근동 지역)을 관장하는 총대주교를 말하며, 역사상 여섯 개의 교회가 이 명칭을 써왔으며 현재는 5개의 교회에서 이 명칭을 사용하고 있다.
안티오키아 교구는 사도 교회 초기 주교들의 이름이 보존된 몇 안 되는 교구 가운데 하나이다. 오늘날 다섯 개 교회에서 안티오키아의 총대주교(patriarch of Antioch)라는 칭호를 사용하고 있는데, 시리아 정교회, 동방 정교회, 시리아 가톨릭교회, 멜키트 그리스 가톨릭교회, 마론파 가톨릭 교회. 안티오키아의 라틴 총대주교이다.
초기 교회 전승에 따르면, 이 고대 총대주교는 사도 성 베드로에 의해 세워졌다. 가부장적 승계는 362년 멜레티아 분파 당시와 451년 칼케돈 공의회 이후 다시 논란이 되었는데, 이때는 경쟁자인 멜키트와 비칼케돈파 주장자들이 그 자리에 있었다. 7세기 멜키트 교회에서 일어난 후계 분쟁 이후, 마론파도 따로 마론파 총대주교를 임명하기 시작했다. 제1차 십자군 원정 이후 로마 가톨릭 교회에서 안티오키아 총대주교를 임명하기 시작하였다(안티오키아 라틴 총대주교). 1268년 안티오키아가 함락된 뒤에는 형해화되었지만, 이러한 임명 자체는 1964년에 완전히 폐지될 때까지 이어졌다.
18세기에 이르러 안티오키아의 그리스 정교회와 시리아 정교회의 계승 분쟁으로 각각 안티오키아의 멜키트 그리스 가톨릭교회 총대주교와 안티오크의 시리아 가톨릭 총대주교의 이름으로 로마와 각각 교섭하게 되었다. 그들의 정교회 상대는 각각 안티오키아의 그리스 정교회 총대주교와 안티오키아의 시리아 정교회 총대주교였다.

## 정교회
- 안티오키아 그리스 정교회 소속의 안티오키아와 전 중근동의 총대주교: 현 총대주교는 이그나티우스 4세 하심 총대주교이다.

## 오리엔트 정교회
- 시리아 정교회 소속의 안티오키아와 전 중근동의 총대주교: 현 총대주교는 이그나티우스 자카 1세 아이와스 총대주교이다.

## 가톨릭(동방 가톨릭) 계열
- 마론파 가톨릭교회 소속의 안티오키아와 전 중근동의 총대주교: 현 총대주교는 베차라 부트로스 알-라히 총대주교(추기경)이다.
- 멜키트 그리스 가톨릭교회 소속의 안티오키아, 알렉산드리아 그리고 예루살렘의 총대주교: 현 총대주교는 그레고리 3세 라함 총대주교이다.
- 시리아 가톨릭교회 소속의 안티오키아, 알렉산드리아 그리고 예루살렘의 총대주교: 가장 최근의 총대주교는 이그나스 피에르 8세 압델-아하드 총대주교였으나 2008년 2월 그가 사임함으로써 한동안 공석이었다. 그러나 2009년 새 시리아 가톨릭 총대주교가 새로이 선출되어 지금에 이르고 있다. 현 총대주교는 이그나스 조셉 3세 유난이다.
- 로마 가톨릭교회 소속의 안티오키아의 라틴 총대주교: 로마의 산타 마리아 마조레 대성전에 자리잡은 명의 총대주교직이었으나 1964년 이후 콘스탄티노플 총대주교와 알렉산드리아 총대주교라는 직함의 명의 라틴 총대주교직과 함께 폐지되었다. 마지막 총대주교는 로베르토 빈센티니 총대주교이며 1925년부터 1953년까지 재위하였다.

이들은 모두 안티오키아 총대주교의 직함을 사용하나 현재 터키의 안타키아인 안티오키아에 주재하는 총대주교는 아무도 없으며 동방 정교회와 시리아 정교회 그리고 멜키트-그리스 가톨릭교회의 총대주교좌는 시리아의 수도 다마스쿠스에 있으며 마론파 교회와 시리아 가톨릭교회의 경우, 각각 레바논의 브케르케와 베이루트에 총대주교좌를 두고 있다.

## 같이 보기
- 멜키트 그리스 가톨릭교회
- 시리아 정교회